# 图里亚尔瓦县
图里亚尔瓦县（西班牙语：Cantón de Turrialba），哥斯达黎加卡塔戈省所辖的一个县。总面积2403.49平方公里，总人口7万（2011年）。首府位于图里亚尔瓦市。图里亚尔瓦火山位于境内。
图里亚尔瓦县下辖12个区。